# Jagroman
| Jagroman |
| --- |
| Fumiko Hayashi, en japansk författare av jagromaner (shishōsetsu). - Betydelse – roman eller berättelse där en av rollfigurerna presenteras i första person - Exempel – Robinson Crusoe, Gullivers resor, Den unge Werthers lidanden, På spaning efter den tid som flytt, Odysseus - Undergenre – japanska shishōsetsu |

Jagroman, även jagberättelse, är en roman eller berättelse där en av rollfigurerna presenteras i första person och därigenom fungerar som historiens berättare. Greppet används främst för att ge ett intryck av närhet och trovärdighet.
Jagroman är även den svenska benämningen på den motsvarande japanska genren shishōsetsu / watakushi shōsetsu (私小説 eller ししょうせつ／わたくししょうせつ). Denna skapades och populariserades under 1900-talet.

## Funktion och utveckling
Jagromanen används för att stärka den autentiska karaktären i en berättelse. Berättarjaget är ofta huvudpersonen i handlingen, och det som berättas är eller påstås vara självupplevt.

### Äldre utveckling
I europeisk prosa är jagromanen vanligt förekommande och med djupa rötter. Den finns i pikareskromaner som Lazarillo de Tormes (1544), och utvecklades under de kommande århundradena i den påhittade reseskildringen (som i Defoes Robinson Crusoe, 1719, och Swifts Gullivers resor, 1726).
Under 1800-talet nyttjades berättarformen i ett antal utvecklingsromaner, inklusive i Dickens David Copperfield (1850) och Kellers Gröne Henrik. Den syntes också i bekännelseromaner som Hamsuns Svält (1890).
Även andra litterära genrer och berättartekniker lyfter fram förstapersonsperspektivet. Denna teknik används även i brevromanen och dagboksroman; i den förra påminnande om en samling brev och i den andra med kapitlen i form av dagbokstexter. Den konsekvent genomförda dagboksromanen (som i Kierkegaards Forførerens Dagbog, 1843) är formmässigt identisk med en jagroman, medan brevromanen endast är delvis samma sak. Rousseaus Julie (1761) och Goethes Den unge Werthers lidanden (1774) är exempel på den senare typen av berättelse. I båda genrerna avslöjar berättarjaget sin inre känslor och upplevelser, vilka beskrivs i kronologisk följd och ofta tätt inpå när händelserna inträffat.

### Alternativa verktyg
En speciellt effekt nås om författaren nyttjar ett mer undanskymt berättarjag, en person som inte är centrum i handlingen. Detta används exempelvis i Thomas Manns Doktor Faustus (1947) och i Conan Doyles Sherlock Holmes-historier.
Den fiktivt självbiografiska texten är annars sannolikt den vanligaste typen av jagroman. Exempel på denna genre är Petronius Satyricon och Prousts På spaning efter den tid som flytt. Hos Proust används ett antal olika möjligheter att fritt gå mellan olika platser på den episka tidsskalan.

### 1900-talet
Under 1900-talet har jagromanen vidareutvecklats åt olika håll. Bland annat har vissa författare skrivit texter som tar stark inspiration av talspråk eller dialekt.  Både Joyce (som i Odysseus, 1922) och Faulkner (As I Lay Dying, 1930) har arbetat med den inre monologen, i sitt letande efter att få en omedelbar bild av medvetandet hos en specifik individ.
I Sverige arbetade Jan Myrdal från och med 1982 års Barndom med jagromaner.
I den moderna romanen, hos författare som Beckett eller Gyllensten, framträder ofta ett jag som är splittrat eller saknar identitet.